# Ottersweier
Ottersweier là một thị xã ở phía tây bang Baden-Württemberg, Đức. Nơi đây thuộc huyện Rastatt, nằm giữa các thị trấn Bühl và Achern.